# Großbrembach
Großbrembach là một đô thị thuộc state of Thüringen, nước Đức. Đô thị này có diện tích 16,25 km², dân số thời điểm 31 tháng 12 năm 2006 là 804 người. Đô thị này thuộc Verwaltungsgemeinschaft Buttstädt ở huyện Sömmerda.